# Меґумі Йокота
Йокота Меґумі (яп. 横田めぐみ. ; 15 жовтня 1964 — 13 березня 1994 [джерело не вказане 3186 днів]) — японська дівчинка, викрадена КНДР 15 листопада 1977 року в місті Ніїґата. Входить у число громадян Японії, викрадених спецслужбами Північної Кореї наприкінці 1970-х — початку 1980-х років.

## Біографія
У січні 1997 року, інформація щодо викрадення Йокоти була донесена її батькам внаслідок телефонної розмови.
2002 року Північна Корея визнала факт викрадення японців, включно з Йокотою, однак влада КНДР стверджувала, що вона скоїла самогубство 13 березня 1994 року (спочатку КНДР доводили, що це відбулося 1993 року, але пізніше змінили дату на 1994), і повернула те, що було оголошене її залишками. Японія повідомила, що тест ДНК довів їхню підробку. Сім'я Меґумі не вірить в самогубство доньки. Припускається, що Меґумі викрав Сін Ґвансу, співробітник північнокорейських спецслужб.
У 1986 році Меґумі вийшла заміж за південнокорейця Кім Йоннама (кор. 김혜경, 金英男), ймовірно, також викраденого. 1987 року в них народилася дочка Кім Хеґьон (кор. 김영남, 金英男, пізніше виявилося, що її справжнє ім'я — Кім Ингьон, кор. 김은경). У червні 2006 року Кім Йоннаму, одруженому вдруге, дозволили зустрітися з сім'єю, яка приїхала з Південної Кореї. Він підтвердив, що Йокота покінчила життя самогубством у 1994 році внаслідок психічного захворювання. Також він стверджував, що останки, передані в 2004 році — справжі. Однак ці коментарі були розкритиковані; деякі японці вважають, що Меґумі все ще жива.
У червні 2012 року Чой Сон Рен сказав, що він отримав північнокорейські документи, котрі свідчили про смерть Йокоти від «депресії» 14 грудня 2004 року.

## Йокота Меґумі в мистецтві
Про долю дівчинки знято кілька фільмів.

### Аніме
На сайті посольства Японії доступно для завантаження аніме російською, англійською, японською, корейською, китайською та іншими мовами про долю Йокоти Меґумі.